# Sunday in the Park with George
Sunday in the Park with George ist ein Musical mit Musik und Liedtexten von Stephen Sondheim. Das Buch stammt von James Lapine und ist inspiriert von dem Gemälde Ein Sonntagnachmittag auf der Insel La Grande Jatte des französischen Malers Georges Seurat.
Das Musical wurde am 6. Juli 1983 durch Playwrights Horizons (Off-Broadway) uraufgeführt. Am 2. Mai 1984 wurde die Produktion an den Broadway, vom Booth Theatre, übernommen und lief dort bis zum 13. Oktober 1985 für insgesamt 604 Vorstellungen. 1985 wurde das Stück mit dem Pulitzer-Preis ausgezeichnet.
Es folgten Aufführungen in Großbritannien, Deutschland und Frankreich und 2008 auch eine Wiederaufführung am Broadway in New York. 1986 wurde eine Aufzeichnung der Originalinszenierung im US-amerikanischen Fernsehen gesendet.

## Handlung
Das Musical erzählt im 1. Akt die Entstehungsgeschichte des Gemäldes Ein Sonntagnachmittag auf der Insel La Grande Jatte von Georges Seurat und verbindet die Personen des Gemäldes mit Seurats Privatleben.
Der 2. Akt spielt 100 Jahre später: Seurats Enkel, ebenfalls bildender Künstler, befindet sich in einer Lebens- und Schaffenskrise, die er schließlich überwindet, indem er auf die Insel zurückkehrt, die durch das Gemälde seines Großvaters berühmt wurde.

## Musik
Sondheim überträgt den Pointillismus Seurats in die Musik, indem er die musikalischen Themen aus einzelnen Stakkato-Tönen entwickelt. Das Werk gilt als das bedeutendste Musical der letzten Dekaden in den USA.

## Aufnahmen
- CD: Gesamteinspielung in der Besetzung der Uraufführung von 1984 mit Mandy Patinkin und Bernadette Peters
- DVD: Aufzeichnung einer Aufführung der Originalinszenierung 1985 mit Mandy Patinkin und Bernadette Peters